# Eleutherodactylus fuscus
Eleutherodactylus fuscus é uma espécie de anfíbio  da família Eleutherodactylidae.
É endémica da Jamaica.
Os seus habitats naturais são: florestas subtropicais ou tropicais húmidas de baixa altitude e áreas rochosas.
Está ameaçada por perda de habitat.